# Canton de Saint-Mathieu
Le canton de Saint-Mathieu est une ancienne division administrative française située dans le département de la Haute-Vienne et la région Nouvelle-Aquitaine. À la suite du redécoupage cantonal de 2014, le canton est fondu dans celui de Rochechouart.

## Géographie
Ce canton était organisé autour de Saint-Mathieu dans l'arrondissement de Rochechouart. Son altitude variait de 165 m (Maisonnais-sur-Tardoire) à 498 m (Dournazac) pour une altitude moyenne de 333 m.
Il était intégré au Parc naturel régional Périgord Limousin.

## Représentation

### Conseillers généraux de 1833 à 2015
| Période | Période          | Identité                               | Étiquette           | Qualité                                                                                       |
| ------- | ---------------- | -------------------------------------- | ------------------- | --------------------------------------------------------------------------------------------- |
| 1833    | 1848             | Michel-Félix Tixier                    | Majorité dynastique | Avocat au barreau de Limoges Député (1839-1842)                                               |
| 1848    | 1852             | Joseph Chaignaud-Frêne                 | Républicain         | Juge de paix du canton de Saint-Mathieu                                                       |
| 1852    | 1858             | Michel-Félix Tixier                    | Majorité dynastique | Avocat au barreau de Limoges Député (1839-1842, 1848-1851 et 1852-1857)                       |
| 1858    | 1870             | Charles Marie Alpinien Bertrand Lageon |                     | Vice-président du tribunal civil de Tulle en 1856 puis Président du Tribunal civil de Limoges |
| 1870    | 1877 (démission) | Charles-Eloi Chaigneau                 | Droite              | Maire de Saint-Mathieu                                                                        |
| 1877    | 1914 (décès)     | Anatole Hugonneau                      | Républicain         | Docteur en médecine Maire de Saint-Mathieu                                                    |
| 1914    | 1920 (décès)     | Charles Feuvrier-Laforest              | Radical             | Docteur en médecine à Maisonnais-sur-Tardoire                                                 |
| 1920    | 1925             | Jean Châtenet                          | PC-SFIC             | Agriculteur Maire de Dournazac (1919-1940)                                                    |
| 1925    | 1931             | Joseph Basset                          | PRS                 | Médecin, conseiller d'arrondissement Député (1928-1932)                                       |
| 1931    | 1937             | Adrien Saumon                          | SFIO                | Maire de Maisonnais-sur-Tardoire, conseiller d'arrondissement                                 |
| 1937    | 1940             | Charles Besson                         | PC-SFIC             | Boucher à Saint-Mathieu Révoqué en 1940 (décret Daladier)                                     |
|         |                  |                                        |                     |                                                                                               |
| 1942    | 1945             | Pierre Marcillaud                      |                     | Conseiller d'arrondissement, maire de Milhaguet Nommé conseiller départemental en 1942        |
|         |                  |                                        |                     |                                                                                               |
| 1945    | 1951             | Gabriel Marsaud                        | SFIO                | Maire de Saint-Mathieu                                                                        |
| 1951    | 1982             | André Marcillaud                       | PCF                 | Ouvrier puis épicier Maire de Marval (1944-1983)                                              |
| 1982    | 1988             | Jean Meynard                           | PCF                 | Peintre Maire de Dournazac (1995-2008)                                                        |
| 1988    | 2001             | Marcel Darcy                           | ADS                 | Exploitant forestier Maire de La Chapelle-Montbrandeix (1983-2008)                            |
| 2001    | 2015             | Claude Pauliat                         | ADS                 | Maire de Saint-Mathieu (1983-1995) et depuis Conseiller municipal                             |

### Conseillers d'arrondissement (de 1833 à 1940)
Le canton de Saint-Mathieu avait deux conseillers d'arrondissement.
| Période                                  | Période      | Identité                                       | Étiquette | Qualité |
| ---------------------------------------- | ------------ | ---------------------------------------------- | --------- | --- |
| 1833                                     | 1839         | Pierre Isidore Barret-Boisbertrand (1791-1863) |           | Propriétaire à Maisonnais-sur-Tardoire                                                                      |
| 1833                                     | 1839         | Pierre Fleurat-Lessart (1778-1854)             |           | Géomètre à La Chapelle                                                                                      |
| 1839                                     | 1848         | Thomas Aubin Garrigou-Lagrange (1800-1855)     |           | Propriétaire, maire de Marval                                                                               |
| 1939                                     | 1845         | Guillaume Gros-Tramer (1790-1858)              |           | Propriétaire à Saint-Mathieu                                                                                |
| 1845                                     | 1848         | Frêne Chaigneau (1794-1855)                    |           | Juge de paix à Saint-Mathieu                                                                                |
|                                          |              |                                                |           | |
|                                          | 1890 (décès) | Pierre-Manuel Grosdeveau (1823-1890)           |           | Propriétaire, maire de La Chapelle                                                                          |
|                                          |              |                                                |           | |
|                                          | 1894 (décès) | Pierre Redon (1823-1894)                       |           | Propriétaire, maire de Dournazac                                                                            |
|                                          |              |                                                |           | |
|                                          | 1912 (décès) | Jean-Baptiste Vinour (1878-1912)               | SFIO      | Charpentier, maire de Dournazac                                                                             |
| 3 nov.1912                               |              | M. Fredon                                      | Radical   | Maire de Milhaguet                                                                                          |
|                                          |              |                                                |           | |
| 1922                                     | 1925         | Joseph Basset                                  | PRS       | Médecin |
| 1922                                     | 1928         | M. Vinour                                      | PC-SFIC   | |
| 1928                                     | 1931         | Adrien Saumon                                  | SFIO      | Maire de Maisonnais-sur-Tardoire                                                                            |
| 1928                                     | 1940         | François Chaulet (1886-1975)                   | SFIO      | Feuillardier, receveur buraliste, maire de Marval                                                           |
| 1931                                     | 1940         | M. Gaillard                                    | SFIO      | |
| 1940                                     |              |                                                |           | Les conseils d'arrondissement ont été suspendus par la loi du 12 octobre 1940 et n'ont jamais été réactivés |
| Les données manquantes sont à compléter. |              |                                                |           | |

## Composition
Le canton de Saint-Mathieu groupe 6 communes et compte 3 284 habitants au recensement de 2010.
| Communes                 | Population (2012) | Code postal | Code Insee |
| ------------------------ | ----------------- | ----------- | ---------- |
| La Chapelle-Montbrandeix | 249               | 87440       | 87037      |
| Dournazac                | 665               | 87230       | 87060      |
| Maisonnais-sur-Tardoire  | 442               | 87440       | 87091      |
| Marval                   | 584               | 87440       | 87092      |
| Pensol                   | 184               | 87440       | 87115      |
| Saint-Mathieu            | 1 160             | 87440       | 87168      |

## Démographie
| 1962  | 1968  | 1975  | 1982  | 1990  | 1999  | 2006  | 2010  |
| ----- | ----- | ----- | ----- | ----- | ----- | ----- | ----- |
| 4 572 | 5 136 | 4 557 | 4 063 | 3 662 | 3 407 | 3 355 | 3 284 |

Il est le moins peuplé des cantons de la Haute-Vienne.